# Xampany
El xampany (del francès champagne) és una mena de vi escumós elaborat segons el mètode xampanyès a la regió de la Xampanya (França) o en altres zones fent servir el mateix mètode. Té denominació d'origen, des del 29 de juny de 1936. En 2020 es van vendre 215 milions d'ampolles, i els seus mercats d'exportació són els Estats Units, Austràlia i el Japó.

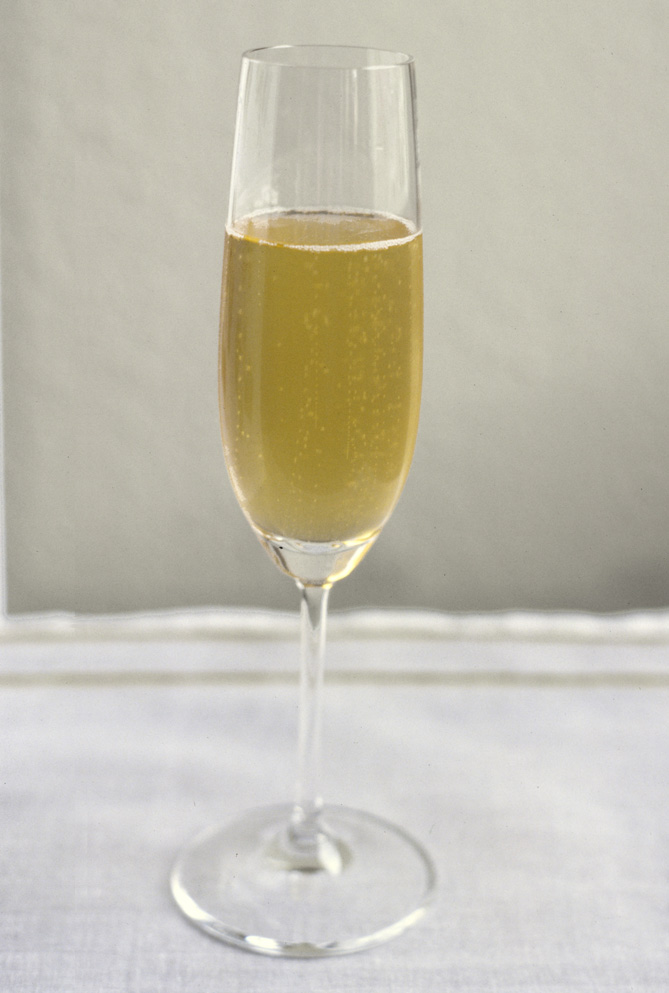
Got de xampany amb la típica corona de bombolles

És un vi de doble fermentació segons el mètode xampanyès. La primera fermentació té lloc en una bóta com tots els vins i en resultat un vi tranquil. La segona passa a l'ampolla després d'afegir el licor de tiratge, una mescla de vi, sucre i ferments. Les dues fermentacions duren sengles nou mesos. Com que el procés de la segona fermentació pot resultar un vi força agre, s'hi afegeix el licor d'expedició (sucre i vi) que determinen el gust final (de brut natura a dolç).

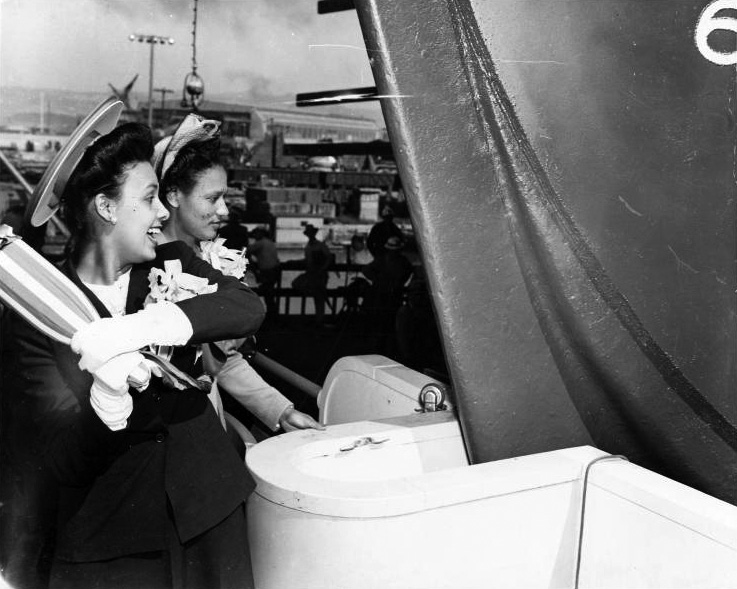
L'actriu Lena Horne preparada amb l'ampolla de xampany a la cerimònia d'avarada d'un vaixell

La majoria està feta a base de vi blanc de raïm negres. També hi ha xampany blanc de blanc de raïm blanc i xampanys rosats. Les varietats autoritzades es van limitar per decret a pinot negre, meunier, chardonnay, pinot blanc, pinot gris, arbane i petit meslier i es van delimitar les zones de conreu.
Se sol beure xampany a esdeveniments importants, cerimònies i celebracions. També és tradicional fer l'avarada d'una nau estampant-hi una ampolla.
Quan Josep Raventós i Fatjó va introduir aquest mètode de vinificació al Penedès a final del segle xix es va catalanitzar el nom en xampany. Ja als anys 1950 els viticultors francesos van reivindicar el monopoli del mot. Amb l'entrada de l'estat espanyol a la Unió europea el 1986, una de les condicions va ser la interdicció d'utilitzar el mot xampany (o en castellà champán) per a vins escumosos espanyols i aleshores es va llançar la denominació cava i «mètode tradicional» com a alternativa de mètode xampanyès.

## Elaboració
Cal uns 160 quilograms de raïm per a produir 102 litres de most, que després de les pèrdues de vinificació i desencapsulat, resulten en 100 litres de vi, és a dir, 133 ampolles de 75 cl.
Per reactivar la fermentació dins l'ampolla, s'hi afegeix el licor de tiratge, una mescla de vi tranquil, sucre i llevat. Com que la fermentació genera CO₂ i l'ampolla és tancada, el gas es dissol dins el líquid. Cal dosar bé la quantitat de sucre, altrament l'ampolla podria esclatar. Aquest procés també es fa servir per a alguns tipus de cervesa.
La segona fermentació produeix sediments i, per filtrar-los, s'estiren les ampolles en un moble capgirades en posició del seu coll cap avall i amb un angle de prop de 45° respecte del sòl. Durant unes quantes setmanes es giren les ampolles un quart de volta un parell de vegades al dia, de forma que els sediments vagen apilant-se al coll de l'ampolla, sobre el tap.
Per treure-hi els sediments, finalment, es congela el coll de l'ampolla, es destapa i el gas fa sortir enfora la franja congelada on es troben els sediments. Després s'afegeix a l'ampolla un licor d'espedició (en francès liqueur de dosage) que li dona un gust dolç concret (brut, semisec, etc.) i es torna a tapar amb un tap especial.

## Història
El nom ve de la regió francesa de la Xampanya, al nord-est de França, encara que els romans ja el coneixien amb el nom de vinum titillum. Al segle xv a París ja es coneixia aquesta beguda amb aquest nom, però no en la seua regió d'origen, on amb el terme champagne es definien les terres ermes.
Al llarg del segle xvii es popularitza el consum d'aquests vins a les corts anglesa i francesa. Cap al 1660 es comença a embotellar tot just abans de terminar la primera fermentació, a fi de conservar millor les aromes. A conseqüència d'allò, però, apareixen les bombolles, sobretot als vins emblanquits, de baixa graduació i embotellats a l'equinocci de primavera. Aquesta desconeguda efervescència es convertí en causa de preocupacions per als productors, que el denominaren «vi del diable» i «salta-taps», perquè les ampolles esclataven i els taps s'hi disparaven, aparentment, sense explicació. Paradoxalment, si no arriba ser a causa de la popularitat del vi escumós a Anglaterra, s'hauria abandonat aquesta forma de producció que originava fets misteriosos.
El 1670 el monjo dom Pérignon, de l'abadia benedictina d'Hautvillers, hi introduí una sèrie de canvis, com ara la selecció del raïm, el tap de suro subjecte amb una grapa metàl·lica i més gruix del vidri de l'ampolla. Malgrat de molts esforços per part del monjo, el misteri de l'origen de les bombolles no es resolgué fins que Louis Pasteur explicà la fermentació al segle xix. Hi ha proves que Nicolas Ruinart hauria sigut el primer celler documentat que fundà una firma de vi de Xampany, l'any 1729 a Épernay, amb el nom de Maison Ruinart.
Al llarg del segle xviii, el xampany comença a adquirir renom internacional, pels productors com Claude Moët o Florenz-Louis Heidsieck, que el promouen. Al segle xix s'hi afegiren productors com la família Bollinger o Pierre-Nicolas-Marie Perriet-Jouët, algunes dames dels quals continuaren la tasca de producció després de la mort d'aquests, com ara la Sra. Pommery, la Sra. Terrier, i la senyora Clicquot (més coneguda com a «Grande Dame de Champagne»), que també contribuïren a la notorietat del xampany. Fins i tot Charles-Maurice de Talleyrand-Périgord el descrigué com a «vi de la civilització».

## Peculiaritats
El xampany té algunes peculiaritats, respecte a d'altres vins francesos:
- La verema s'hi fa a mà i és prohibida la verema mecanitzada, perquè es considera essencial que el raïm arribi en perfecte estat a la premsa. De fet, el xampany és un vi blanc fet en gran part amb raïm negre (pinot), per la qual cosa no convé que es malmeti el gra o que el suc estiga en contacte amb la pell.
- La combinació de diferents tipus de raïm, de vins (dins la regió) i d'anys és la norma, amb la fi d'assegurar una uniformitat en les qualitats enològiques i organolèptiques. És permès d'indicar l'any de collita (encara que no és obligatori) quan es barregen només vins del mateix any, la qual cosa només passa amb els xampanys d'alta qualitat.
- És un vi escumós que es manté a pressió dins de l'ampolla mitjançant un tap amb forma de bolet, contràriament amb els taps cilíndrics, que se subjecta mitjançant una càpsula i un cabestre de filferro. En obrir l'ampolla, el tap tendeix a saltar i xampany normalment hi fa escuma, i per això potser el fa difícil de servir.
- És l'únic tipus de vi rosat en què es pot barrejar vi blanc i vi negre, si bé es pot obtenir el xampany rosat en deixar-lo macerar breument al most de vi negre amb la seva pellofa.

## Varietats de raïm
El xampany es pot elaborar a partir de diferents varietats de raïm, encara que n'hi ha tres que porten gran part de la producció:
- Chardonnay: és un raïm blanc i representa el 26% de la superfície cultivada.
- Pinot negre: és un raïm negre que representa un 37% de la superfície cultivada, i que es fa servir també per als vins negres de Borgonya.
- Pinot meunier: un altre raïm negre que representa un altre 37% de la superfície cultivada.

També s'utilitzen, encara que de manera testimonial, les següents varietats: arabane, petit meslier, pinot gris, pinot rosé i pinot blanc.

## Ampolles

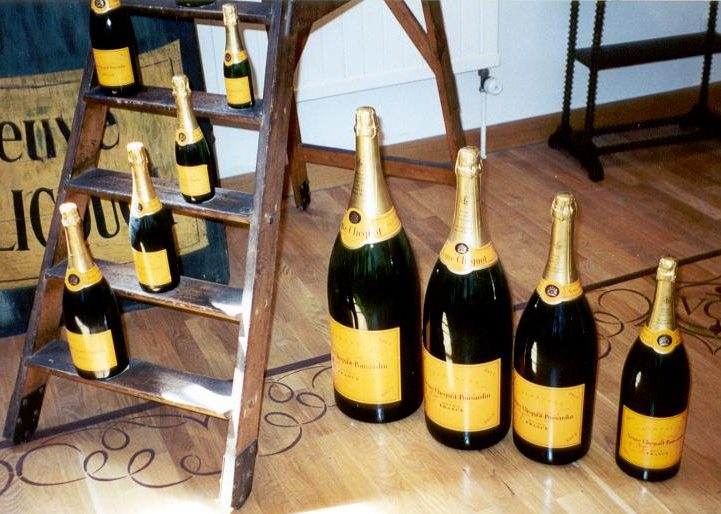
Tipus d'ampolles balthazar, salmanazar, mathusalem, jéroboam (a terra).

L'ampolla clàssica és de 75 cl, d'un vidre més gruixut i resistent que la dels vins ordinaris perquè es resistisca a la pressió del gas. També es reforça el fons de l'ampolla per aquesta raó.
Els comerciants de la zona normalitzaren al segle xix una sèrie d'ampolles de diferents capacitats, a les quals s'afegiren quatre grandàries especialment grans (salomó, sobirans, etc.):
- l'huitè: de 9,4 cl (en desús)
- el quart: de 18,75 o 20 cl, que a Espanya se'n diu "benjamí",
- la mitjana: 37,5 cl
- el mèdium: 60 cl (en desús)
- l'ampolla: 75 cl
- el màgnum: 1,5 l (2 ampolles)
- el jeroboam: 3 litres (4 ampolles)
- el rèhoboam: 4,5 l (6 ampolles)
- el matusalem,: 6 l (8 ampolles)
- el salmanassar: 9 l (12 ampolles)
- el baltasar: 12 l (16 ampolles)
- el nabucodonosor: 15 l (20 ampolles)
- el salomó: 18 litres (24 ampolles)
- el sobirà: 26,25 litres (35 ampolles)
- el primat: 27 litres (36 ampolles)
- el melxissèdec: 30 litres (40 ampolles)

Només la mitjana ampolla, l'ampolla, i el màgnum es fan servir per a criar el vi. Els altres formats s'utilitzen per a omplir-los amb el vi ja fermentat. A més, la tradició marca que la grandària ideal és el màgnum, atès que el xampany hi envelleix millor.
Les grandàries a partir del salomó en avant són recents i es consideren de gust extravagant. Les grandàries superiors al jeroboam són puntuals, perquè les ampolles són difícils de manejar, fràgils, i la seua producció el fa encarir. Els noms de les ampolles superiors al màgnum venen dels reis de la Bíblia, tret del sobirà i el primat.

## El tap

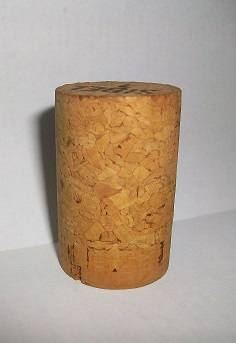
tap de xampany nou

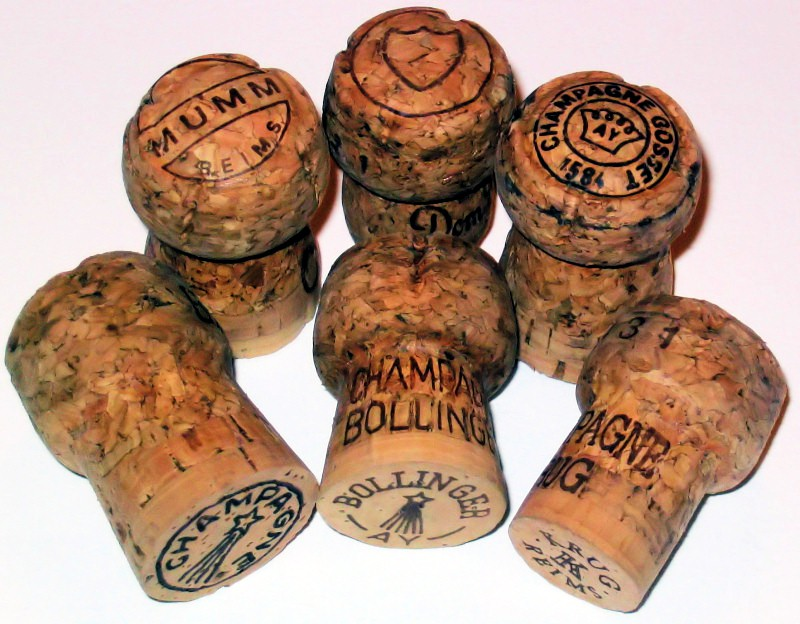
Taps de xampany

Nou, el tap té un acabat lleugerment cònic. En realitat, es fa servir un tap de suro d'acabat cilíndric de gran diàmetre que es comprimeix amb molta força abans de ficar-lo a l'ampolla, per tal que no surti a causa de la pressió del gas. Amb el temps, a la part inserida al coll de l'ampolla, el suro perd la seua elasticitat el que provoca la típica forma de bolet.
El tap està fet de dues parts distingibles a cop d'ull. El cap, que es fa d'un aglomerat de suro per raons econòmiques, ja que aquesta part mai no es troba en contacte amb el vi. El cos, que és constituït per redolins de suro i que s'enganxa al cap. Aquesta part s'endinsa al coll de l'ampolla i es troba en contacte amb el vi. La superfície del tap sovint es tracta superficialment amb parafina o silicona, per a facilitar-ne la introducció i garantir l'estanquitat de l'ampolla.
Sobre el tap es col·loca una xapa, subjecta amb un cabestre de filferro. Existeix el col·leccionisme d'aquestes plaques, que també se'n diuen càpsules, la pacomusofília.
A Reims es fan bombons anomenats bouchons de champagne (taps de xampany) que tenen la forma del tap i que també porten l'aroma del xampany ou de marc de xampany.

## Indústria
La indústria del xampany concentrada sobretot als voltants de les ciutats de Reims i Épernay a França, es divideix segons els volums que s'hi han produït, entre grans marques d'elaboració –que compren raïm a viticultors autònoms– com ara les marques Bollinger, Veuve Clicquot, i Krug, del grup LVMH, i vinaters més artesanals, les produccions dels quals són prou limitades. A la regió la visita d'un cellers de xampany amb degustació fa part de les atraccions turístiques.
Per a l'any 2019 hi havia 16.100 vinaters que van conreuar 33.821 hectàrees. El raïm és elaborat per 360 cellers que van produir 302 milions d'ampolles el que representa 5.000 milions d'euros (60% a l'exportació). Hi havia un estoc de 1.437 milions d'ampolles en via de maduració.

## El canvi climàtic
A causa del canvi climàtic, els límits vitivinícoles van pujar significativament cap al nord. Abans, la zona era ideal per a la producció de xampany, però ara a poc a poc esdevé massa càlida i seca. Les vinyes creixen i maduren massa aviat: en comparació amb l'any 1980, la collita s'ha avançat de fins a quatre setmanes el 2017. El temps de recol·lecció també s'ha avançat. En un primer temps, això va contribuir a una millora qualitat de les collites a Xampanya, però si la tendència continua, l'acidesa podria baixar massa i, per tant, el vi tranquil de base podria perdre la seua típica frescor. Com que no es pot transferir el cultiu a zones més adequades, com ara el Regne Unit o Escandinàvia, a causa de la denominació d'origen protegida, són necessaris ajustaments a la producció. Tot i això uns grans cellers com ara Taittinger i Vranken-Pommery ja han començat comprar terres a Anglaterra. Els viticultors artesans, a qui no agrada canviar de país, han començat cercar solucions tècniques, com ara emmagatzemar xampany en ampolles de magnum amb taps naturals, a cobrir terres amb palla, a experimentar amb altres varietats i llevats o a aplicar la fermentació malolàctica. Tot i això, es vaticina que a causa del canvi climàtic, podria ser que a Xampanya ja no serà possible elaborar el vi segons la tradició vers l'any 2070.